# Асаи
Асаи (Euterpe oleracea) (на португалски: Açaí, произношение), или както е по-познато в България акай, е вид палмово дърво от рода Евтерпа (латинско наименование на вида: Euterpe oleracea), разпространено предимно в северната част на Южна Америка, най-вече в щата Парà в Бразилия, откъдето идва едно от имената, с които е известна тази палма (Parà palm – палма от Парà). Преработката на плодовете и дървесината са основни за икономическото развитие на този район.
Растението се отглежда предимно заради богатите на антиоксиданти плодове и сърцевината на ствола на дървото, която се използва за приготвяне на салата, известна като „салатата на милионера“ заради превъзходните си вкусови качества и високата си цена, дължаща се на спецификата на обработката ѝ.

## Описание
Палмовото дърво асаи е с деликатно тънко стъбло и достига на височина до 25, а понякога и до 30 метра. Расте на групи (от 4 до 25 дървета на едно място), защото когато старите стъбла изсъхнат, на мястото им порастват нови, млади издънки.
Асаят има големи, издължени листа, както повечето други дървета от рода на палмите. Цветовете са с малки размери, многобройни, жълтеникави, събрани в големи висящи съцветия.
Плодовете също са дребни, кръгли, от 1 до 1,5 см в диаметър, подобни на грозде. Техният цвят е тъмнолилав, а когато са напълно узрели – почти черен или тъмнозелен (в зависимост от сорта на палмата – с бяло или червено стъбло). Асаи има необичаен вкус, напомнящ на малини и къпини, с привкус на орех.

## Приложение
Сокът от плодовете се използва широко в индустрията. От плода се приготвят гъсти нектари, каши, газирани води и други напитки. В Северна Бразилия асаи традиционно се сервира в кратунки, наречени „куиас“ (cuias) с тапиока и в зависимост от местните предпочитания се консумира сладко или солено – в сместа могат се добавят захар, рападура (вид сок от захарна тръстика) или мед.
В бразилската билкова медицина маслото от плода се използва за лечение на диария; запарка от корена се прави при жълтеница и при анемия; смачкани семена от плодовете се употребяват при треска. В Колумбия, където растат дървета асаи край брега на Тихия океан, растението се нарича „найдѝ“ (naidí) и плодовете се използват за направата на популярна напитка със същото име.
В България плодът от растението е сравнително добре познат под формата на таблетки за отслабване, предлагани от различни фармацевтични компании и фирми за хранителни добавки, най-често под името „Акай бери“. Ценят се качествата на растението, което съдържа висок процент фибри, витамин А и С, желязо, калций, флавоноиди, както и различни киселини (аспартанова, глутаминова и олеинова). Растението също е богат източник на протеини, омега-6 и -9 мастни киселини и антоцианини. 